# (9421) Violilla
(9421) Violilla est un astéroïde de la ceinture principale.

## Description
(9421) Violilla est un astéroïde de la ceinture principale. Il fut découvert le 24 décembre 1995 à Church Stretton par Stephen P. Laurie
. Il présente une orbite caractérisée par un demi-grand axe de 2,38 UA, une excentricité de 0,13 et une inclinaison de 4,1° par rapport à l'écliptique.

## Compléments